# Aegaeon (vệ tinh)
Aegaeon /iːˈdʒiːɒn/, hay Saturn LIII (tên chỉ định tạm thời: S/2008 S 1), là một vệ tinh tự nhiên của sao Thổ. Nó được cho là khá bằng phẳng giống với Methone. Nó quay quanh giữa Janus và Mimas trong Vành đai sao Thổ.

## Khám phá và đặt tên
Hình ảnh của Aegaeon được Cassini chụp vào ngày 15 tháng 8 năm 2008, khám phá của nó được Carolyn Porco thuộc Nhóm Khoa học Hình ảnh Cassini công bố vào ngày 3 tháng 3 năm 2009 với ký hiệu tạm thời là S/2008 S 1.
Aegaeon được đặt tên theo một trong những hekatonkheires (ba quái vật trong thần thoại Hy Lạp với 50 đầu và 100 tay) vào ngày 5 tháng 5 năm 2009.

## Quỹ đạo
Aegaeon quay quanh quỹ đạo trong đoạn sáng của vành đai G của sao Thổ, và có lẽ đó là nguồn sáng chính của vành đai. Các mảnh vỡ văng ra khỏi Aegaeon tạo thành một vòng cung sáng gần rìa bên trong, từ đó lan rộng ra để tạo thành phần còn lại của vòng. Aegaeon quay quanh quỹ đạo lệch tâm cộng hưởng 7:6 với Mimas, gây ra một dao động xấp xỉ 4 năm khoảng 4 km trong trục bán chính của nó và một dao động tương ứng với một vài độ trong kinh độ trung bình của nó. Nó quay quanh sao Thổ ở khoảng cách trung bình là 167.500 km trong 0,80812 ngày, ở độ nghiêng 0,001° so với đường xích đạo của Sao Thổ, với độ lệch tâm 0,0002.

## Tính chất vật lý
Aegaeon là mặt trăng nhỏ nhất từng được biết đến của sao Thổ và có hình dạng rất dài, có kích thước rơi vào khoảng 1,4×0,5×0,4 km. Các phép đo khối lượng của nó dựa trên sự tương tác của nó với các hạt bụi tạo nên vòng cung G mà mặt trăng nằm bên trong đó cho thấy nó mật độ tương tự như của đá băng.  Aegaeon có suất phản chiếu thấp nhất (dưới 0,15) trong số các mặt trăng của sao Thổ nào ở phía trong Titan. Điều này có thể là do vật chất thiên thạch tối hơn tạo nên bụi trong vòng G hoặc do Aegaeon đã bị phá vỡ, tước bỏ bề mặt giàu băng của nó và để lại lõi đá bên trong.

## Thám hiểm
Tàu vũ trụ Cassini đã thực hiện bốn lần bay qua Aegaeon ở khoảng cách gần hơn 20.000 km, mặc dù chỉ một lần xảy ra kể từ khi nó được phát hiện vào năm 2008. Lần gần nhất trong số các cuộc gặp gỡ trước khi khám phá này diễn ra vào ngày 5 tháng 9 năm 2005 ở khoảng cách 8.517 km.  Một cuộc gặp gỡ vào ngày 27 tháng 1 năm 2010 ở khoảng cách 13.306 km cho phép Cassini có được hình ảnh Aegaeon có độ phân giải cao nhất cho đến nay. Vào ngày 19 tháng 12 năm 2015, Cassini không thể thu được bất kỳ hình ảnh nào từ một chuyến bay gần theo kế hoạch.